# ساكن محمد آل خزيز (لودر)

تعديل مصدري - تعديل

ساكن محمد آل خزيز هي إحدى قرى عزلة زارة بمديرية لودر التابعة لمحافظة أبين، بلغ تعداد سكانها 30 نسمة حسب تعداد اليمن لعام 2004.